# محمد حلاوي
محمد نبيه حلاوي هو لاعب كرة قدم لبناني سابق، من مواليد 5 أبريل 1977، لعب في مركز قلب الدفاع لنادي شباب الساحل.

## روابط خارجية
- محمد حلاوي على موقع قاعدة بيانات كرة القدم.إي يو (الإنجليزية)
- محمد حلاوي على موقع ناشيونال فوتبول تيمز (الإنجليزية)
- محمد حلاوي على موقع كووورة